# سعيد الدين الفرغاني
سعيد الدين الفرغاني (1231 – 1300) كان عالمًا صوفيًا فارسيًا ، يُعرف بتأليفه ثلاثة أعمال.

## السيرة
وُلِد فرغاني في عام 1231 في كاشان، وهي مدينة تقع في وادي فرغانة. على الرغم من أن الوادي كان اسميًا جزءًا من خانات شاغاتاي المغولية، إلا أنه كان يحكمه ممثل للإمبراطورية المغولية من عام 1227 إلى عام 1238.
تعرف الفرغاني على التصوف من خلال نجيب الدين بزغوش (توفي عام 1279)، وهو عضو في السهرورديين وتلميذ شباب الدين السهروردي (توفي عام 1191). انتقل الفرغاني بعد ذلك إلى مدينة قونية في الأناضول، حيث درس على يد صدر الدين القونوي (توفي سنة 1274)، أبرز تلاميذ العالم الصوفي الأندلسي ابن عربي (توفي سنة 1240). خلال هذه الفترة، قيل إن قونية كانت بمثابة مكان تجمع للطلاب الذين يريدون زيادة معارفهم في التصوف. ومن خلال القونوي، تعرف الفرغاني على كتاب علم الحقيقة لابن عربي.
في عام 1247، أخذ القونوي طلابه (بما في ذلك الفرغاني) إلى مصر، حيث علمهم قصيدة نظم السلوك، والمعروفة أيضًا باسم التائية الكبرى، للشاعر الصوفي ابن الفارض (توفي عام 1234).
توفي الفرغاني في آب 1300 في مدينة دمشق.